# Charles Handy

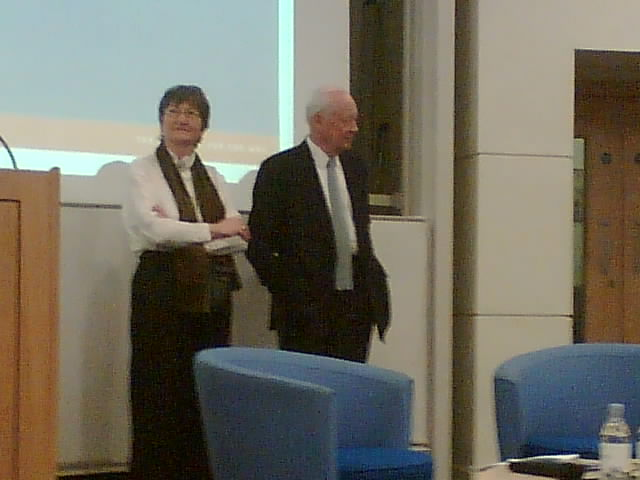
Charles Handy z żoną Elizabeth

Charles Handy (ur. 25 lipca 1932 w Kildare, zm. 13 grudnia 2024) – irlandzki teoretyk zarządzania.

## Poglądy
Handy wskazywał na głębokie przemiany pojęcia pracy i organizacji we współczesnym świecie. Jego zdaniem firmy będą zatrudniać coraz mniejszą liczbę pracowników na stałe. Zwiększy się zaś udział pracowników zatrudnianych okresowo. Firmy przyszłości będą posiadały strukturę organizacyjną w kształcie koniczyny: niewielka liczba pracowników zatrudnionych na stałe, sieć kontrahentów, pracownicy zatrudniani okresowo.
Handy uważał, że wschodni model firmy (traktowanej jako wspólnota) jest bardziej efektywny ekonomicznie od zachodniego modelu, w którym przedsiębiorstwo postrzega się tylko jako własność. Cenił go również za bardziej podmiotowe traktowanie człowieka.
Zdaniem Handy'ego zachodnie firmy i rządy powinny zmienić swój styl myślenia i działania, ponieważ myślenie w wąskich kategoriach ekonomicznych może mieć katastrofalne skutki społeczne. Wzrost wydajności firmy odbywa się często kosztem redukcji etatów, powodując ogólny wzrost trudności ze znalezieniem stałej pracy. Aby zilustrować to zjawisko Handy posługiwał się prostym wzorem:

1/2 × 2 = 3
który należy odczytać następująco:

firma jeśli zwolni połowę pracowników i zapłaci im dwa razy więcej, uzyska trzy razy więcej niż przed zwolnieniem. Dla firmy oznacza to wzrost produktywności, zaś dla pracowników odpowiednio zwolnienie lub zwiększenie ilości godzin pracy (przy wzroście dochodów).
W pracy The Gods of Management Handy wyróżnił i zdefiniował cztery typy kultury organizacyjnej występujące w firmach. Są to:
- Apollo (kultura zadań)
- Atena (kultura ról)
- Dionizos (kultura profesjonalna)
- Zeus (kultura patronacka)

## Dzieła
- The Age of Unreason (1989)
- The Empty Raincoat (1994)
- The Gods of Management (1978)